# Fukienogomphus choifongae
Fukienogomphus choifongae – gatunek ważki z rodziny gadziogłówkowatych (Gomphidae).